# Nothopleurus
Nothopleurus is een kevergeslacht uit de familie van de boktorren (Cerambycidae). De wetenschappelijke naam van het geslacht werd voor het eerst geldig gepubliceerd in 1869 door Lacordaire.

## Soorten
Nothopleurus omvat de volgende soorten:
- Nothopleurus castaneus (Casey, 1924)
- Nothopleurus lobigenis Bates, 1884
- Nothopleurus madericus (Skiles, 1978)
- Nothopleurus subsulcatus (Dalman, 1823)